# Козлов, Александр Сергеевич
Алекса́ндр Серге́евич Козло́в (19 марта 1993, Москва — 15 июля 2022, Красногорск, Московская область) — российский футболист, нападающий.

## Карьера
Воспитанник СДЮШОР московского «Спартака». С 15 лет начал выступать за дубль. В 2008 году на финальном турнире чемпионата России среди игроков 1992 года рождения Козлов получил приз зрительских симпатий. В 2009 году в составе команды «Спартака» 1993 года рождения участвовал в международном турнире в Алма-Ате, где стал самым результативным игроком, забив в 4 играх 14 голов. В том же году Козлов подписал контракт с агентом, имевшим большое влияние на форварда и желавшим ухода игрока из «Спартака». Из-за этого Козлов в конце года почти перестал проводить тренировки.
25 апреля 2010 года дебютировал в основном составе команды в матче с клубом «Спартак-Нальчик», заменив на 84-й минуте игры Жано; игра завершилась вничью 0:0. В игре 10-го тура с «Аланией» Козлов был сбит в штрафной, за что получил жёлтую карточку от арбитра встречи Владимира Петтая; главный тренер «Спартака» Валерий Карпин назвал решение судьи неверным. В июне Козлов получил микронадрыв мышцы бедра, из-за чего не тренировался 2 недели, после чего вернулся в состав. 12 октября получил травму в матче с юношеской сборной Украины. 30 октября 2010 года в матче против «Ростова» заработал пенальти, который реализовал его партнёр по команде Эйден Макгиди, что спасло «Спартак» от ничьей, и матч закончился со счётом 2:1. 4 ноября Козлов дебютировал в Лиге чемпионов в игре с «Челси».
6 апреля 2011 года забил гол, который принёс юношеской сборной России победу над сверстниками из сборной Италии.
По мнению Валерия Карпина, главного тренера «Спартака», «задатки у парня есть, но чтобы в 17-18 лет ворваться в основной состав „Спартака“, надо быть, условно говоря, Марадоной или Месси, обладать исключительным талантом. Козлов продолжает работать, совершенствоваться». 11 июня 2011 года Козлов вышел на поле в матче с «Рубином» и смог создать самый опасный момент в матче, который, однако, не реализовал Павел Яковлев. 14 августа забил первый гол за «Спартак», поразив ворота «Анжи».
6 августа 2012 года был арендован «Химками».
31 мая 2013 года попал в расширенный список студенческой сборной России для участия во Всемирной Универсиаде в Казани, но в окончательный список игроков включён не был.
Сезон 2014/2015 пропустил из-за тяжелой травмы колена, полученной во время зимнего сбора «Спартака-2» в Турции.
20 июня 2016 подписал двухлетний контракт с клубом ФНЛ «Тосно», однако, проведя за клуб два матча, через два месяца перешёл в воронежский «Факел».
16 января 2017 года подписал однолетний контракт с казахстанским клубом «Окжетпес».
21 февраля 2018 года вернулся в Россию, подписав контракт с «Тюменью». Затем выступал за «Химки», а в сезоне 2019/20 играл в чемпионате Армении за ереванский «Арарат».
Скончался 15 июля 2022 года. По предварительным данным, у него оторвался тромб во время массажных процедур после тренировки в подмосковном клубе «Зоркий», где Козлов находился на просмотре. По словам президента любительской футбольной команды «БроукБойз» Дмитрия Егорова, Козлов умер на массажном столе.

## Достижения
«Спартак» (Москва)
- Серебряный призёр чемпионата России: 2011/12

«Спартак-2» (Москва)
- Победитель Первенства ПФЛ: 2014/15 (зона «Запад»)

## Статистика
на 22 октября 2016
| Сезон   | Клуб               | Лига | Чемпионат | Чемпионат | Кубок | Кубок | Еврокубки | Еврокубки | Еврокубки |
| Сезон   | Клуб               | Лига | Игры      | Голы      | Игры  | Голы  | Турнир    | Игры      | Голы      |
| ------- | ------------------ | ---- | --------- | --------- | ----- | ----- | --------- | --------- | --------- |
| 2010    | Спартак (Москва)   | РФПЛ | 12        | 0         | 1     | 0     | ЛЧ        | 2         | 0         |
| 2011/12 | Спартак (Москва)   | РФПЛ | 8         | 1         | 1     | 0     | ЛЕ        | 1         | 0         |
| 2012/13 | Спартак (Москва)   | РФПЛ | 1         | 0         | 0     | 0     | ЛЧ        | 1         | 0         |
| 2012/13 | Химки              | ФНЛ  | 4         | 0         | 0     | 0     | —         | —         | —         |
| 2013/14 | Спартак-2 (Москва) | 2Д   | 19        | 9         | 0     | 0     | —         | —         | —         |
| 2014/15 | Спартак-2 (Москва) | 2Д   | 1         | 0         | 0     | 0     | —         | —         | —         |
| 2015/16 | Спартак (Москва)   | РФПЛ | 1         | 0         | —     | —     | —         | —         | —         |
| 2015/16 | Спартак-2 (Москва) | ФНЛ  | 16        | 1         | 3     | 0     | —         | —         | —         |
| 2016/17 | Тосно              | ФНЛ  | 2         | 0         | 0     | 0     | —         | —         | —         |
| 2016/17 | Факел              | ФНЛ  | 8         | 0         | 0     | 0     | —         | —         | —         |